# Elecciones a la Asamblea de Madrid
Las elecciones a la Asamblea de Madrid son las elecciones autonómicas en las que los ciudadanos de la Comunidad de Madrid eligen a los miembros de la Asamblea de Madrid. Estas elecciones se celebran (de forma convencional) el cuarto domingo de mayo cada cuatro años. La Asamblea de Madrid está formada desde 2023 por 135 diputados. Las últimas elecciones a la Asamblea de Madrid se celebraron en 2023.

## Convocatoria
Las elecciones autonómicas son convocadas por el presidente de la Comunidad de Madrid. Se celebran el cuarto domingo de mayo de cada cuatro años, coincidiendo con las elecciones municipales y las elecciones autonómicas de la mayoría de comunidades autónomas de España. Desde la reforma del Estatuto de autonomía de 1998, el presidente de la Comunidad de Madrid puede disolver de forma anticipada la Asamblea y convocar elecciones. No obstante, la nueva Cámara que resulta de la convocatoria electoral tiene un mandato limitado por el término natural de la legislatura original. Así, las elecciones siguientes se siguen celebrando el cuarto domingo de mayo de cada cuatro años. No se puede disolver la Asamblea de forma anticipada durante el primer período de sesiones de la legislatura, ni durante el último año de legislatura, ni durante el primer año desde la última disolución anticipada, ni durante la tramitación de una moción de censura, ni cuando está convocado un proceso electoral estatal. Esto sucedió en 2021, cuando, tras diversas tensiones con sus socios de gobierno, Isabel Díaz Ayuso disolvió el parlamento para convocar elecciones anticipadas.
Además, si tras las elecciones ningún candidato resulta investido presidente de la comunidad de Madrid en un plazo de dos meses, la Asamblea de Madrid queda automáticamente disuelta y se convocan de nuevo elecciones. El mandato de la nueva cámara queda limitado por la duración del mandato anterior. Esto sucedió tras las elecciones de mayo de 2003.

## Sistema electoral

Diputados por circunscripción (2021)

El Estatuto de Autonomía de la Comunidad de Madrid de 1983 establece que los miembros de la Asamblea de Madrid son elegidos mediante sufragio universal, libre, igual, directo y secreto. También establece que el Parlamento debe estar compuesto por un diputado por cada 50 000 habitantes o fracción superior a 25 000, sin establecer por tanto ningún límite máximo o mínimo fijo de integrantes de la cámara legislativa. En las elecciones de 2021 el número de diputados fue de 136. Los parlamentarios se eligen mediante escrutinio proporcional plurinominal con listas cerradas en cada circunscripción electoral.
La circunscripción electoral de la Asamblea de Madrid es única y comprende todo el territorio de la Comunidad de Madrid. La asignación de escaños a las listas electorales se realiza mediante el sistema D'Hondt. La barrera electoral es del 5% de los votos válidos de la circunscripción.
Desde la reforma de la LOREG de 2007 en las elecciones autonómicas de todas las comunidades autónomas las candidaturas deben presentar listas electorales con una composición equilibrada de hombres y mujeres, de forma que cada sexo suponga al menos el 40% de la lista. Esta reforma fue recurrida por el Grupo Parlamentario Popular del Congreso de los Diputados ante el Tribunal Constitucional, que en 2008 concluyó que la reforma sí era constitucional.

### Elección del presidente de la Comunidad de Madrid
Después de las elecciones a la Asamblea de Madrid, se realiza la elección del presidente de la Comunidad de Madrid. Tras constituirse la recién elegida cámara, el presidente de la Asamblea de Madrid, previa consulta con los representantes designados por los grupos políticos con representación en la Asamblea, propone a uno de sus miembros como candidato a la presidencia de la Comunidad. El candidato expone ante la Asamblea el programa político del Gobierno que pretende formar y solicita la confianza de la Asamblea.
Si la Asamblea otorga por mayoría absoluta su confianza a dicho candidato, el rey de España le nombra presidente de la Comunidad de Madrid. En caso contrario, se somete la misma propuesta a nueva votación cuarenta y ocho horas después y la confianza se considera otorgada si obtiene una mayoría simple de votos favorables. Si no consigue la confianza de la cámara, se pueden tramitar otras candidaturas. Si ningún candidato resulta investido presidente de la Comunidad de Madrid en un plazo de dos meses, la Asamblea de Madrid queda automáticamente disuelta y se convocan de nuevo elecciones autonómicas.

## Elecciones
| Año             | Parlamento                     | Legislatura      | Presidente de la Comunidad | Presidente de la Comunidad            |
| --------------- | ------------------------------ | ---------------- | -------------------------- | ------------------------------------- |
| 2023            |                                | XIII legislatura |                            | Isabel Díaz Ayuso                     |
| 2021            |                                | XII legislatura  |                            | Isabel Díaz Ayuso                     |
| 2019            |                                | XI legislatura   |                            | Isabel Díaz Ayuso                     |
| 2015            |                                | X legislatura    |                            | Pedro Rollán (interino; 2018-2019)    |
| 2015            | Ángel Garrido (2018-2019)      | X legislatura    |                            |                                       |
| 2015            | Cristina Cifuentes (2015-2018) | X legislatura    |                            |                                       |
| 2011            |                                | IX legislatura   |                            | Ignacio González (2012-2015)          |
| 2011            | Esperanza Aguirre              | IX legislatura   |                            |                                       |
| 2007            |                                | VIII legislatura |                            |                                       |
| Octubre de 2003 |                                | VII legislatura  |                            |                                       |
| Mayo de 2003    |                                | VI legislatura   |                            | Alberto Ruiz-Gallardón (en funciones) |
| 1999            |                                | V legislatura    |                            | Alberto Ruiz-Gallardón                |
| 1995            |                                | IV legislatura   |                            | Alberto Ruiz-Gallardón                |
| 1991            |                                | III legislatura  |                            | Joaquín Leguina                       |
| 1987            |                                | II legislatura   |                            | Joaquín Leguina                       |
| 1983            |                                | I legislatura    |                            | Joaquín Leguina                       |